# 浙大站
浙大站是规划中的杭州地铁10号线的一座车站，位于杭州市西湖区灵隐街道，以浙江大学命名。

## 轶事
该站到玉古路站隧道距离浙江大学玉泉校区电镜实验中心仅有80米，列车振动将可能对实验数据产生影响，难以满足其实验精度要求，故杭州市人民政府已于2018年11月决定暂缓浙大站的建设。